# Porträt des Alfonso d’Avalos mit einem Pagen
Das Porträt des Alfonso d’Avalos mit einem Pagen ist ein Gemälde von Tizian aus dem Jahr 1533. Dargestellt ist Alfonso de Ávalos y de Aquino, Feldherr Kaiser Karls V., im Alter von 31 Jahren.
Das Bild, das seit 2004 im Besitz des Getty Museums in Los Angeles ist, gilt als ein Meisterwerk venezianischer Porträtmalerei und Glanzstück der Getty-Sammlung.

## Geschichte
Das Bild wurde 1533 in Bologna gemalt. Nach Alfonso d’Avalos Tod kam es als Erbe an seinen Sohn, den Marquis Francesco Ferdinando d'Avalos (um 1530–1571). Das Bild blieb wahrscheinlich bis zu einem unbekannten Zeitpunkt in Familienbesitz. Es gelangte aus einem nicht bekannten Anlass nach Polen, war dort nacheinander im Besitz von Jan Sobieski und Stanislaus II. August Poniatowski und kam wahrscheinlich durch eine Schenkung in die Potocki-Familie, in deren Besitz es bis 1921 verblieb. 1921 verkaufte Alfred Potocki (1786–1862) das Bild an die Comtess Martine-Marie-Pol de Béhague (1870 – 1939), die ihre Kunstsammlung, darunter auch das Tizian-Porträt, ihrem Neffen Hubert de Ganay vererbte.
1989 ließen dessen Erben einen Großteil der Sammlung in Monte Carlo bei Sotheby’s versteigern. Im folgenden Jahr erwarb der Versicherungskonzern Axa über einen Agenten das Tizian-Porträt für 65 Millionen FFs.
Axa stellte das Bild dem Louvre als Leihgabe für zwölf Jahre zur Verfügung mit der Option, es innerhalb dieses Zeitraums für einen Vorzugspreis zu erwerben: den von Axa gezahlten Preis plus Inflationsausgleich. Eingefädelt worden war der Deal durch den langjährigen Direktor des Louvre, Pierre Rosenberg. Sein Nachfolger Henri Loyrette ließ die Frist verstreichen, und das Bild ging 2004 für 70 Millionen US-Dollar an das Getty-Museum, das diese Summe allerdings nie bestätigt hat. Da sich das Bild in privater Hand befand und die Réunion des Musées Nationaux sich gegen einen Kauf aussprach, konnte der französische Staat kein Veto gegen den Verkauf in die USA einlegen.
Nach „Venus und Adonis“ (1555/1560) und „Büßende Magdalena“ (1555/15615) ist das Porträt das dritte Werk Tizians in der Getty-Sammlung.

## Alfonso d'Avalos
Alfonso d'Avalos war ein Neffe von Fernando Francesco d’Avalos di Pescara, einem Befehlshaber der Truppen Karls V. während der Italienkriege. Nach dessen Tod 1525 folgte er seinem Onkel ins Amt. 1533, als das Bild gemalt wurde, hatte sich D'Avalos bereits in der Schlacht bei Pavia (1525), als der französische König Franz I. gefangen genommen worden war, als Anführer einer Vorhut von 1.500 Landsknechten und Arkebusenschützen ausgezeichnet. Am 25. November 1525 wurde er vom Kaiser zum Generalkapitän (capitano general) der Infanterie ernannt. Nach dem Tod des Marchese von Pescara erbte er dessen Titel und Lehen, 1528 kamen die Titel Fürst von Francavilla und Graf von Montescaglioso und Belcastro hinzu. 1526 zwang er zusammen mit Antonio de Leyva den Herzog von Mailand Francesco II. Sforza zur Übergabe von Mailand und damit zur Einstellung seiner habsburgfeindlichen Politik. In der Folge war er bei zahlreichen Kriegshandlungen in Oberitalien als Anführer beteiligt, gelangte bei den Kämpfen um Neapel in die Gefangenschaft von Andrea Doria, damals im Bündnis mit Frankreich, konnte sich aber während der Gefangenschaft die Unzufriedenheit Andrea Dorias mit seinen französischen Bündnispartnern zunutze machen, was schließlich zu einem Seitenwechsel Andreas Dorias zu den Kaiserlichen führte. 1529 führte er eine Armee-Einheit von 5.000 Mann von Apulien in die Toskana und war an der Wiedereinsetzung der Medici 1531 mitbeteiligt, 1532 kam er mit einer Truppe von 5.000 Mann Infanterie Ferdinand von Habsburg in seinem Kampf gegen die Türken zu Hilfe.
1533, als Tizian, der Hofmaler des Kaisers sein Porträt malte, befand sich Alfonso d'Avalos auf einem Höhepunkt seines Ansehens und seiner Macht.

## Beschreibung
Das Bild zeigt vor einem diffusen fast schwarzen Hintergrund das Dreivierteltporträt des Alfonso de Alvares mit einem Pagen. Sein nach rechts gerichteter Blick ist konzentriert und nachdenklich, mit seiner linken Hand umfasst er den Griff seines Degens. Er scheint das Kind, das ihm gerade bis zur Taille reicht und das ihm seinen Helm reicht, nicht zu bemerken.
Gekleidet ist er in eine schwarz lackierte, mit goldenen Ornamentierungen aufwändige verzierte Paraderüstung. Alle Bestandteile der Rüstung, die Halsberge, die den Hals zwischen Helm und Harnisch schützt, der Brustpanzer, das Armzeug mit den beiden auffallenden sechsteiligen Schwebescheiben, Ellbogenkachel, der eiserne Handschuh sind kunstvoll mit ziselierten und vergoldeten Ornamenten geschmückt. Er trägt den Orden vom Goldenen Vlies an einer engen Gliederkette aus grazilen Metallplättchen und in Gold gefassten rötlichen Feuersteinen über der Halsberge. Die Brayette besteht aus einem schwarzen, trikotartigen Stoff mit eingewirkten Metallfäden, der gleiche Stoff, aus dem auch das Gewand des Pagen genäht ist.
Das Licht fällt von rechts oben auf die beiden Personen, beleuchtet hell die beiden Gesichter und spiegelt sich hier und da auf der glänzenden schwarzen Rüstung.